# Euphorbia candelabrum
Espèce
Classification APG II (2003)
Statut CITES
Euphorbia candelabrum (l’Euphorbe candélabre) est une espèce de plantes à fleurs de la famille des Euphorbiaceae. C'est un arbre originaire d'Afrique.

## Distribution
C'est une plante succulente endémique de la Corne de l'Afrique et de l'Afrique de l'Est. Euphorbia candelabrum est connu en Éthiopie sous le nom amharique de Qwolqwal.

## Étymologie
Son nom d'espèce, du latin candelabrum, « chandelier », lui a été donné en référence à la forme qu'évoquent ses ramifications durant leur croissance.

## Liste des espèces et variétés
Selon World Checklist of Selected Plant Families (WCSP) (1 nov. 2010) :
- Euphorbia candelabrum Trémaux ex Kotschy (1857)
  - variété Euphorbia candelabrum var. bilocularis (N.E.Br.) S.Carter (1987)

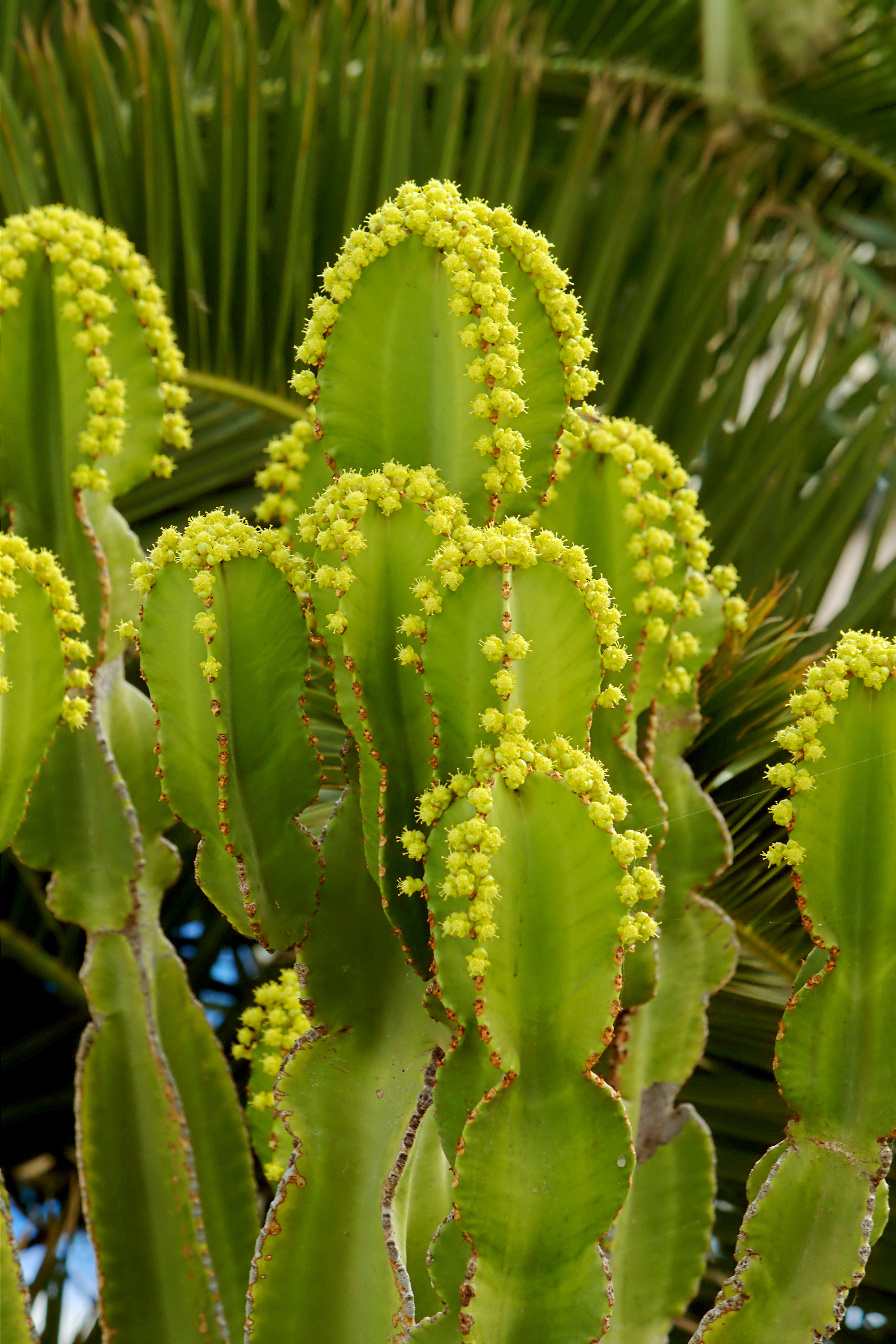
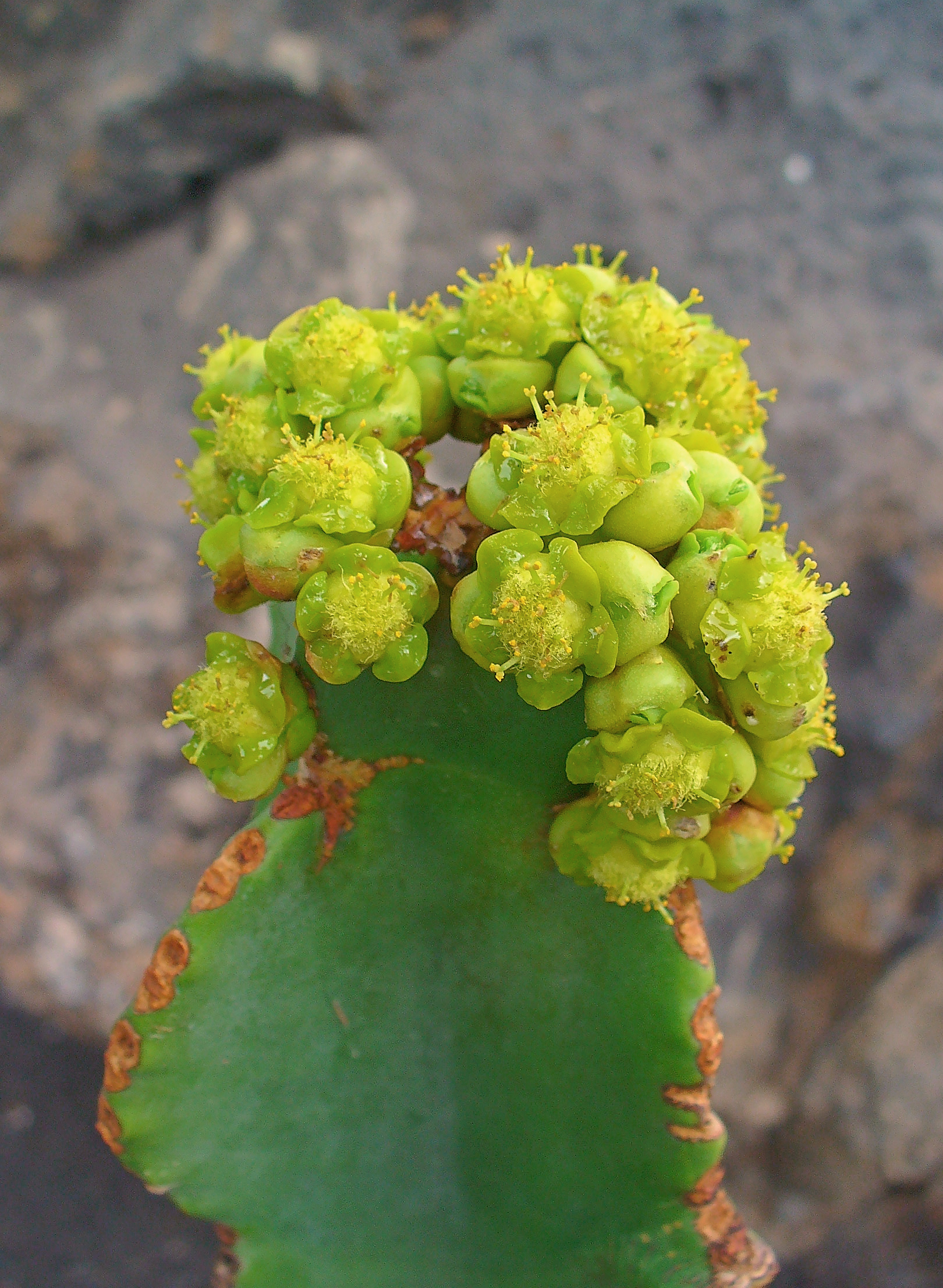
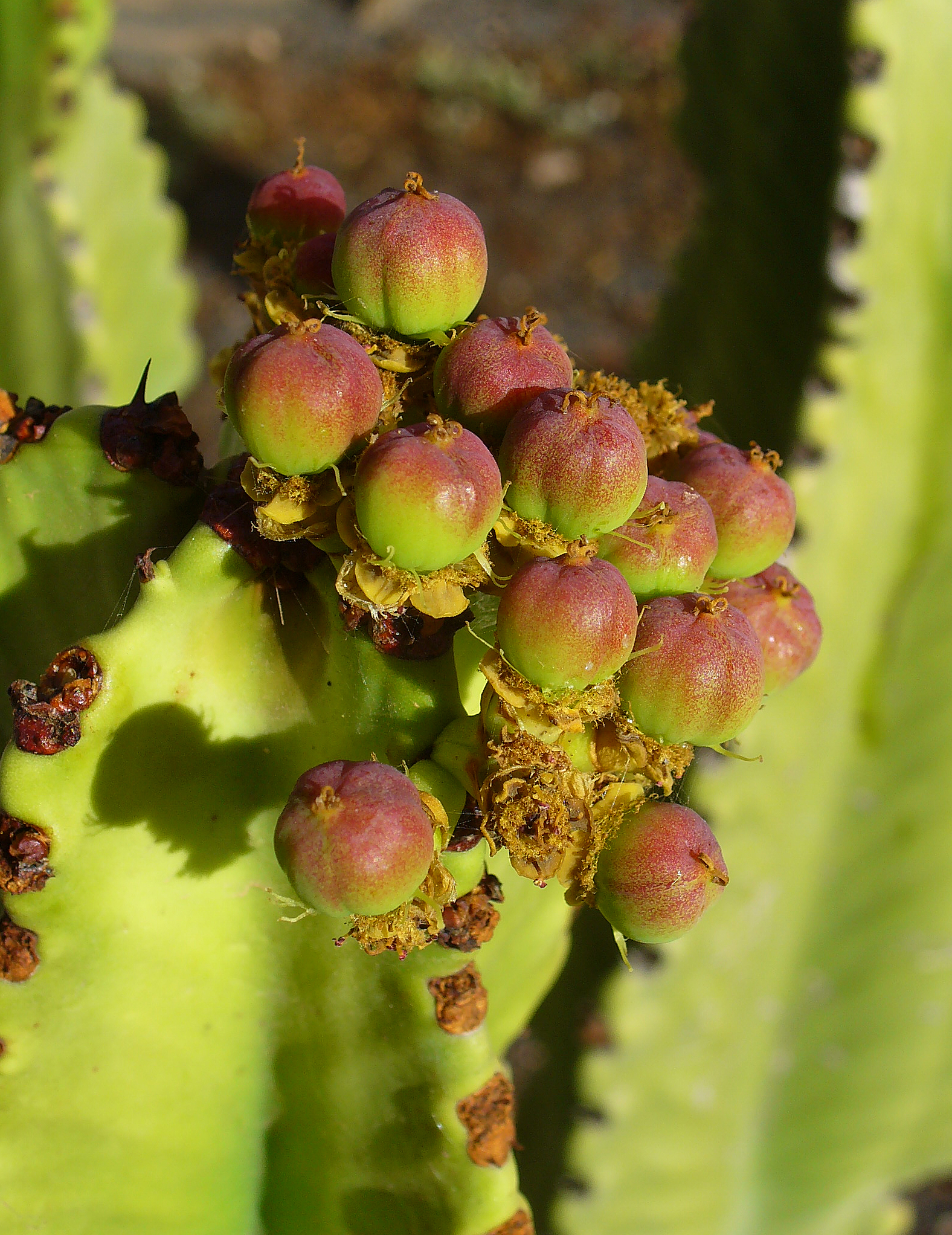

  - variété Euphorbia candelabrum var. candelabrum

## Utilisation
Euphorbia candelabrum était usitée dans la médecine éthiopienne traditionnelle. Mélangée à du miel, sa sève était utilisée comme purgatif pour soigner la syphilis, et mélangée à d'autres plantes médicinales, elle entrait dans la composition d'onguents pour traiter les symptômes de la lèpre. Toutefois cette sève blanche, très irritante, est fortement toxique.
Il semble que cette espèce soit commercialisée en France sous le nom d'Euphorbia Erythrea, nom rappelant l'origine géographique de la plante.